# Билинець
Билинець (Gymnadénia) — рід багаторічних трав'янистих рослин родини орхідні (Orchidaceae).

## Ботанічний опис
У рід включені наземні багаторічні трав'янисті рослини. Бульбочки м'ясисті, пальчаті, з тонкими коренями. Стебло прямостояче, голе, улиснене. Листки чергові, лінійно-ланцетоподібні або довгасті, основою охоплюють стебло.
Квітки зібрані на кінці стебла у густе кистеподібне суцвіття. Пелюстки віночка та центральний чашолисток утворюють покривало над короткою колонкою. Пиляк довгасто-яйцеподібний, двороздільний. Приймочка маточки двороздільна, порівняно велика. Губа ромбоподібна або оберненояйцеподібна, з циліндричним шпорцем. Зав'язь вигнута, гола, циліндричної або веретеноподібної форми.
Плід — пряма коробочка.

## Поширення
Види роду билинець поширені у Європі, Центральній та Східній Азії, у тому числі на островах Японії.

## Види
- Gymnadenia archiducis-joannis (Teppner & E.Klein) Teppner & E.Klein, 1998
- Gymnadenia austriaca (Teppner & E.Klein) P.Delforge, 1998
- Gymnadenia bicolor (W.Foelsche) W.Foelsche & O.Gerbaud, 2011
- Gymnadenia bicornis Tang & K.Y.Lang, 1978
- Gymnadenia borealis (Druce) R.M.Bateman, Pridgeon & M.W.Chase, 1997
- Gymnadenia ×borisii Stoj., Stef. & Georgiev, 1928
- Gymnadenia buschmanniae (Teppner & Ster) Teppner & E.Klein, 1998
- Gymnadenia carpatica (Zapal.) Teppner & E.Klein, 1998
- Gymnadenia ×chanousiana G.Foelsche & W.Foelsche, 1999
- Gymnadenia conopsea (L.) R.Br., 1813 — Билинець комарниковий типовий
- Gymnadenia corneliana (Beauverd) Teppner & E.Klein, 1998
- Gymnadenia crassinervis Finet, 1902
- Gymnadenia ×delphineae (M.Gerbaud & O.Gerbaud) M.Gerbaud & O.Gerbaud, 1999
- Gymnadenia densiflora (Wahlenb.) A.Dietr., 1839 — Билинець щільноквітковий
- Gymnadenia ×eggeriana O.Gerbaud, 1999
- Gymnadenia emeiensis K.Y.Lang, 1982
- Gymnadenia frivaldii Hampe ex Griseb., 1846
- Gymnadenia gabasiana (Teppner & E.Klein) Teppner & E.Klein, 1998
- Gymnadenia ×godferyana (G.Keller) W.Foelsche, 1999
- Gymnadenia ×heufleri (A.Kern.) Wettst., 1889
- Gymnadenia ×intermedia Peterm., 1841
- Gymnadenia lithopolitanica (Ravnik) Teppner & E.Klein, 1998
- Gymnadenia miniata (Crantz) Hayek, 1956
- Gymnadenia nigra (L.) Rchb.f., 1856
- Gymnadenia odoratissima (L.) Rich., 1817 — Билинець найзапашніший
- Gymnadenia orchidis Lindl., 1835
- Gymnadenia ×pyrenaeensis W.Foelsche, 1999
- Gymnadenia rhellicani (Teppner & E.Klein) Teppner & E.Klein, 1998
- Gymnadenia runei (Teppner & E.Klein) Ericsson, 1997
- Gymnadenia stiriaca (Rech.) Teppner & E.Klein, 1998
- Gymnadenia taquetii Schltr., 1919
- Gymnadenia ×turnowskyi (W.Foelsche) W.Foelsche, 1999
- Gymnadenia ×wettsteiniana O.Abel, 1897
- Gymnadenia widderi (Teppner & E.Klein) Teppner & E.Klein, 1998